# Шарнга

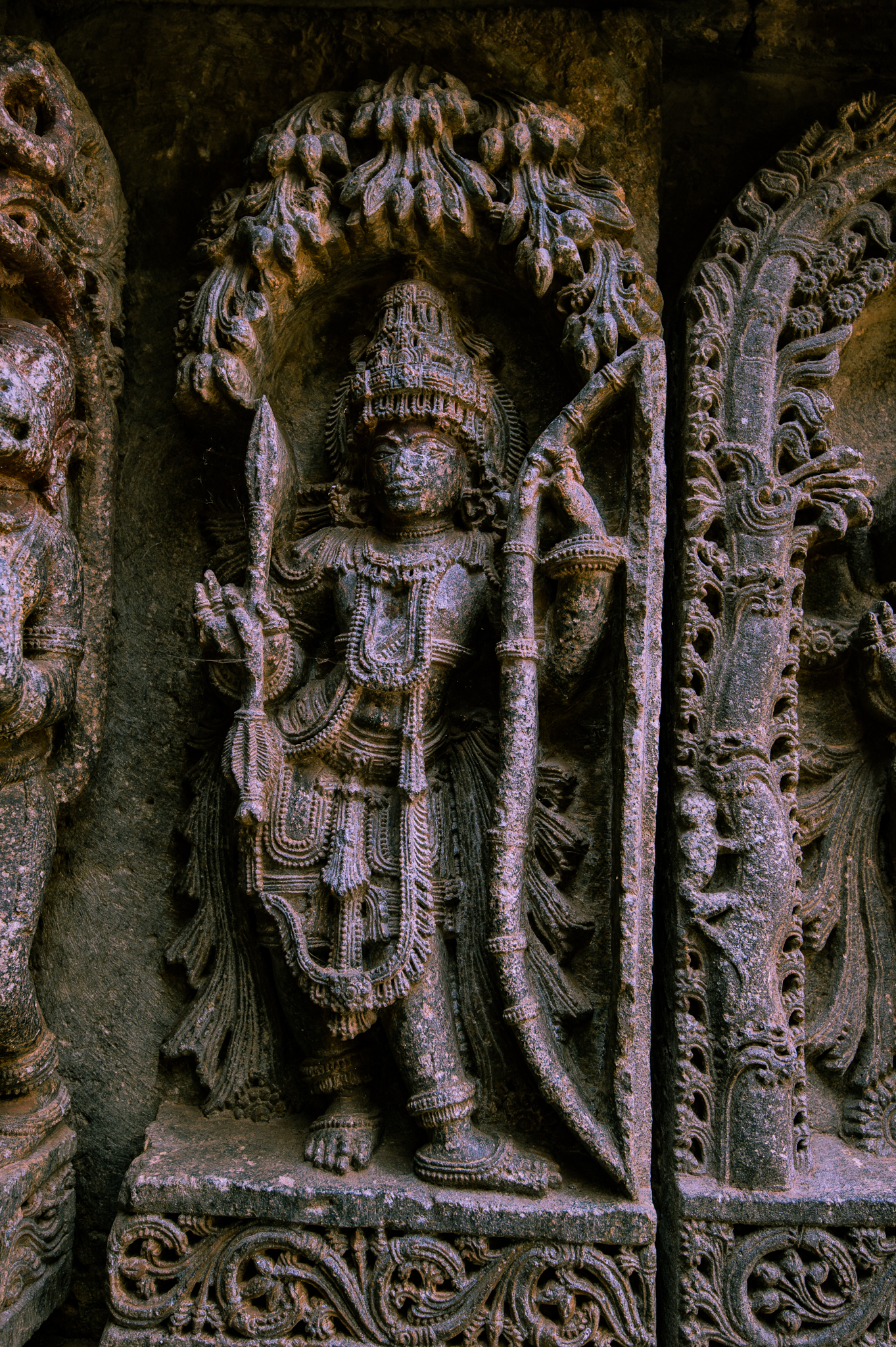
Вишну со стрелой и луком
храм Лакшми Нарасимха, Индия

Шарнга (санскр. शारङ्ग [IAST: Śārañga] или शार्ङ्ग [IAST: Śārñga]) — буквально «рогатый», затем «лук», от çrnga = «рог») — в индийской позднейшей мифологии собственное имя лука, служащего постоянным оружием одного из наиболее почитаемых воплощений Вишну — Кришны.
По этому постоянному атрибуту Кришна получает разные имена, означающие «носящий лук Шарнга».